# Senado Conservador (Chile)
El Senado Conservador de 1818 fue una asamblea legislativa unicameral chilena, compuesta por 5 senadores propietarios (permanentes), 5 suplentes y 1 secretario, que desempeñó sus funciones entre 1818 y 1822. Corresponde al tercer senado de la historia institucional de Chile.

## Senado Conservador según la Constitución
- El Supremo Director, con arreglo a lo que se previene en el artículo 8.o de este capítulo, elegirá los vocales del Senado, que serán cinco, y uno de ellos Presidente, turnando por cuatrimestres.
- Se nombrarán también cinco suplentes, elegidos en la misma forma, para que por el orden de sus nombramientos entren a ejercer el cargo de los propietarios en ausencia, enfermedades u otro cualquier impedimento.
- Los vocales del Senado gozarán del sueldo anual de dos mil pesos, y si obtuvieren algún otro de igual cantidad por empleo público, en servicio de la Nación, elegirán el que les convenga, y si fuere menor, recibirán el aumento hasta llenar la cuota designada.

- Habrá un Secretario con voto consultivo, y un portero, elegidos por el Senado, con la dotación que acordase con el director, la que se pagará de los fondos del Estado, como asimismo los gastos de la oficina, con arreglo a las razones que pasarán firmadas por el presidente y Secretario.
- El Senado tendrá tratamiento de Excelencia.; los Senadores serán inviolables; sus causas serán juzgadas por una comisión, que con este objeto nombrará dicho Senado.
- Sus sesiones serán dos veces en cada semana, en los días que acordasen, siendo privativo del Presidente señalar las horas de entrada y salida.
- También será facultativo al Presidente convocar a sesiones extraordinarias, en los días y horas que las circunstancias ocurrentes lo exijan, o porque lo pida alguno de los vocales con causa.
- Los Senadores deberán ser ciudadanos mayores de treinta años, de acendrado patriotismo, de integridad, prudencia, sigilo, amor a la justicia y bien público. No podrán serlo los Secretarios de Gobierno, ni sus dependientes, ni los que inmediatamente administran intereses del Estado.

## Historia del Senado Conservador

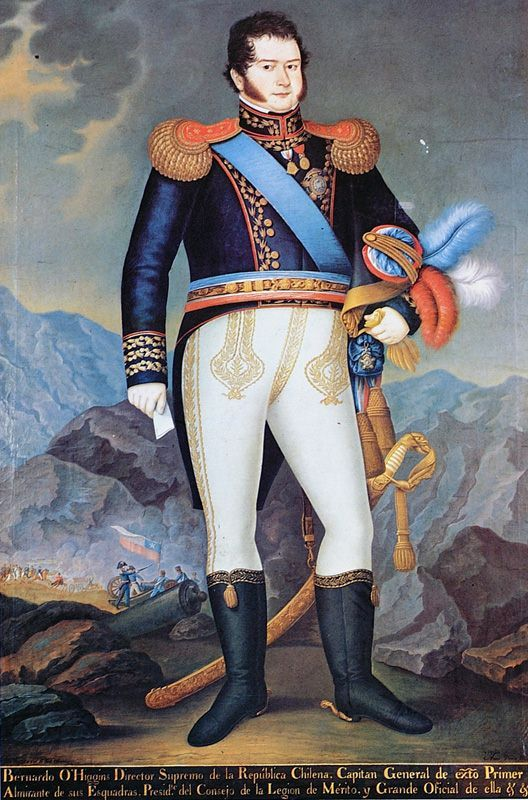
Retrato de Bernardo O'Higgins, por José Gil de Castro.

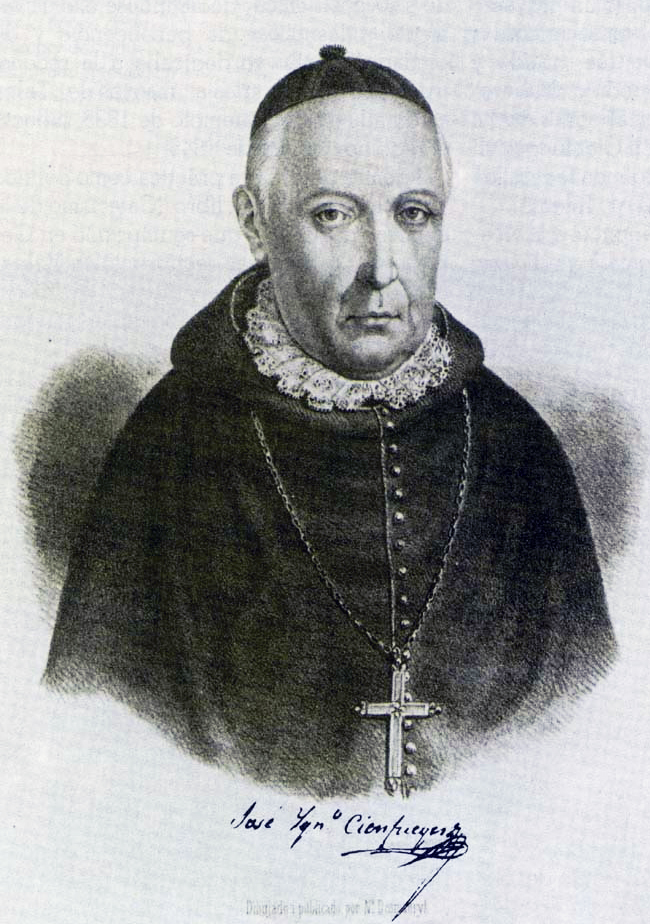
Retrato de José Ignacio Cienfuegos. Senador entre 1818 y 1822

Elegido don Bernardo O'Higgins, inmediatamente después de la Batalla de Chacabuco, en calidad de Director Supremo de Chile, asumió el mando del Estado sin una Constitución que arreglara los diversos poderes, señalara los límites de cada autoridad y estableciera los derechos de los ciudadanos, y en circunstancias en que las absorbentes tareas de la defensa de la patria no daban lugar a distraer la atención de los gobernantes en la Patria Nueva.
Pero, tan pronto como la independencia fue afianzada por una nueva y más decisiva victoria, la batalla de Maipú, el director Supremo se apresuró a descargarse en gran parte de la grave responsabilidad que pesaba sobre sus solos hombros, y con fecha 18 de mayo de 1818 expidió un decreto, en el cual anunció la próxima reunión de un Congreso Nacional, y nombró, desde luego, una comisión de personas doctas para que formara y le presentase un proyecto de Constitución provisoria.
Los comisionados que nombró, verdaderos constituyentes de la República, y que lo fueron don Manuel de Salas, don Francisco Antonio Pérez, don Joaquín Gandarillas, don José Ignacio Cienfuegos, don José María Villarreal Osorio y don José María de Rozas y don Lorenzo José de Villalón desempeñaron su tarea con el mayor celo e inteligencia; y antes de tres meses, con fecha 10 de agosto del mismo año, pudo O'Higgins someter el proyecto a la aprobación de todos los chilenos en la forma que el decreto de aquel día reza.
En respeto al mismo decreto y a una circular del Ministerio de Estado, se dejó por las autoridades a todos los votantes la más completa libertad para emitir opinión en favor o en contra del proyecto; pero, sea por sobra de patriotismo, sea por falta de ilustración política, él fue aprobado, según lo hizo notar Antonio José de Irisarri en el acto de la jura, por todos los suscriptores, y no hubo de Copiapó a Cauquenes (Penco estaba en poder de los españoles) un solo voto contrario.
Sancionase, pues, y jurase la Constitución por todas las autoridades de Santiago de Chile el día 23 de octubre de 1818, y desde entonces quedaron todas sometidas a ella en su organización y en el ejercicio de sus facultades. Según ella, el poder legislativo debía ejercerse por diputados reunidos en congreso; pero porque las elecciones no se podían efectuar con la brevedad que las circunstancias requerían, quedó a cargo de un Senado compuesto de vocales nombrados por el Director Supremo el dictar reglamentos que rigiesen con carácter provisional hasta que el Congreso mismo pudiera reunirse y dictar leyes con carácter definitivo.
Los senadores nombrados en esta forma debían ser diez, de los cuales cinco habían de hacer de propietarios y cinco de suplentes; y de antemano, en el mismo decreto del 10 de agosto que sometió la Constitución a la aprobación de los chilenos, el Director Supremo había hecho y publicado los nombramientos para el caso de que ella fuese sancionada. Dichos nombramientos recayeron en el gobernador del obispado de Santiago, don José Ignacio Cienfuegos; en el gobernador-intendente de la misma ciudad, don Francisco de Fontecilla; en el decano del Tribunal de Apelaciones, don Francisco Antonio Pérez; en don Juan Agustín Alcalde y en don José María de Rozas, como propietarios; y como suplentes, en don Martín Calvo Encalada, don Javier Errázuriz, don Agustín Eyzaguirre, don Joaquín Gandarillas Y don Joaquín Larraín. En el personal de aquel cuerpo se contaba también, y se debe recordar, su secretario, que lo fue don José María Villarreal y que, según la Constitución, tenía voto consultivo.
Eran incumbencias y atribuciones del Senado velar por la puntual observancia de la Constitución, reclamar de las infracciones al Director Supremo, prestar su acuerdo para imponer contribuciones, levantar empréstitos, declarar la guerra, hacer la paz, celebrar tratados, acreditar agentes diplomáticos o consulares, organizar nuevas tropas, mandarlas fuera del Estado, emprender obras públicas, crear nuevos empleos; limitar, añadir Y enmendar la Constitución; dictar, reformar, abrogar e interpretar leyes y reglamentos; fomentar especialmente la instrucción pública, reglar las elecciones de diputados, nombrar una comisión residenciadora de los empleados cesantes o suspensos, etc. Para velar por la observancia de la Constitución, debía haber, además, en cada ciudad y villa del Estado, un censor elegido por el respectivo cabildo, y encargado de ejercer dentro de sus límites jurisdiccionales, las mismas atribuciones que ejercía el Senado en toda la República.
Valentín Letelier, Sesiones de los Cuerpos Lejislativos
de la República de Chile
(1810-1845)

## Atribuciones del Senado
- El instituto del Senado es esencialmente celar puntual observancia de esta Constitución.
- La infracción de la Constitución por algún cuerpo o ciudadano, será reclamada por el Senado al Director Supremo, quien deberá atenderla bajo su responsabilidad.
- En todas las ciudades y villas del Estado habrá un Censor elegido por su respectivo Cabildo, y con asiento después de los alcaldes, el que en toda aquella jurisdicción cuidará como el Senado en todo el Estado, de la observancia de esta Constitución, conforme a los dos artículos anteriores; y en las transgresiones que notase, así en los funcionarios del pueblo corno del campo, oficiará por primera y segunda vez al Gobernador o Teniente para su remedio, y en caso de que estos no lo hagan eficazmente, dará parte al Senado.
- Sin el acuerdo del Senado a pluralidad de votos, no se podrán resolver los grandes negocios del Estado, como imponer contribuciones, pedir empréstitos, declarar la guerra, hacer la paz, formar tratados de alianza, comercio, neutralidad; mandar embajadores, cónsules, diputados o enviados a potencias extranjeras; levantar nuevas tropas o mandarlas fuera del Estado, emprender obras públicas y crear nuevas autoridades o empleos.
- Estará autorizado el Senado para limitar, añadir y enmendar esta Constitución provisoria, según lo exijan las circunstancias.
- Toda nueva ley o reglamento provisional que haga el Senado; toda abolición de las leyes incompatibles, con nuestra independencia: toda reforma o nuevo establecimiento en los diferentes cuerpos, institutos, departamentos y oficinas del Estado, como también las adiciones, y correcciones de los reglamentos que han regido y rigen, se consultarán, antes de publicarlos, con el Supremo Director, quien en el término de ocho días, a más tardar, deberá expresar su consentimiento o disenso para su publicación, exponiendo oficialmente al Senado las razones fundamentales de su oposición. En el caso de aprobación, se publicará inmediatamente el nuevo reglamento, adición, etc., en la forma siguiente: «El Excmo. Supremo Director del Estado de Chile, de acuerdo con el Excmo. Senado. » En el de disenso renovará el Senado, si lo tuviese por conveniente, la presentación del nuevo reglamento, adición, etc., al Director Supremo, con las razones que desvanezcan la oposición; y si éste disiente, en el mismo término se reverá el proyecto por el Senado, el que, si presentado la tercera vez fuere repulsado, se publicará en la forma siguiente: «El Excmo. Supremo Director del Estado, habiendo recibido del Excmo. Senado la resolución siguiente.»
- En los casos particulares que ocurran sobre la inteligencia de lo ya establecido o que nuevamente se estableciese, o defecto de prevención en cualquier estatuto, reglamento, etc., que el Senado diese, resolverá él por sí solo las dudas, sin las consultas de que habla el artículo antecedente.
- Tendrá el Senado especialísimo cuidado de fomentar en la capital y en todas las ciudades y villas, el establecimiento de escuelas públicas e institutos o colegios, donde sea formado el espíritu de la juventud por los Principios de la religión y de las ciencias.
- Deberá nombrar una comisión, compuesta de uno de sus vocales y dos individuos del Tribunal de Apelaciones, para que con toda integridad y la brevedad posible, tomen residencia a todos los empleados del Estado, que por delito o sin él terminan la carrera de sus funciones políticas.
- Será privativo del Senado, cuando juzgue oportuno indicar el tiempo y señalar el día, la apertura del Congreso; y formará el reglamento para la elección de Diputados.
- Por muerte, renuncia o delito probado en juicio legal de alguno de los vocales del Senado, pertenecerá a este elegir el sucesor a pluralidad de votos, el que deberá ser del número de los suplentes, si algunas graves circunstancias no exigen lo contrario.
- Si discordasen en igualdad de votos los cuatro restantes miembros del Senado, se decidirá por el director Supremo.

## Lista de Senadores
Los miembros del Senado Conservador fueron:

### Senadores Propietarios
- José Ignacio Cienfuegos Arteaga
- Francisco de Borja Fontecilla
- Francisco Antonio Pérez Salas
- Juan Agustín Alcalde y Bascuñán
- José María de Rozas

### Senadores Suplentes
- Martín Calvo Encalada Recabarren
- Javier Errázuriz
- Agustín Manuel de Eyzaguirre Arechavala
- Joaquín Gandarillas Romero
- Joaquín Larraín Salas

### Presidentes del Senado
| Presidente | Presidente                    | Periodo                                       |
| ---------- | ----------------------------- | --------------------------------------------- |
|            | José Ignacio Cienfuegos       | 22 de octubre de 1818 - 23 de febrero de 1819 |
|            | Francisco de Borja Fontecilla | 23 de febrero de 1819 - 22 de junio de 1819   |
|            | Francisco Antonio Pérez       | 22 de junio de 1819 - 22 de octubre de 1819   |
|            | Juan Agustín Alcalde          | 22 de octubre de 1819 - 22 de febrero de 1820 |
|            | José María Rozas              | 22 de febrero de 1820 - 22 de junio de 1820   |
|            | José Ignacio Cienfuegos       | 22 de junio de 1820 - 22 de octubre de 1820   |
|            | Francisco de Borja Fontecilla | 22 de octubre de 1820 - 22 de febrero de 1821 |
|            | Francisco Antonio Pérez       | 22 de febrero de 1821 - 22 de junio de 1821   |
|            | Juan Agustín Alcalde          | 22 de junio de 1821 - 22 de octubre de 1821   |
|            | José María Rozas              | 22 de octubre de 1821 - 22 de febrero de 1822 |
|            | Francisco de Borja Fontecilla | 22 de febrero de 1822 - 7 de mayo de 1822     |